# Ilex davidsei
Ilex davidsei är en järneksväxtart som beskrevs av J.A. Steyermark. Ilex davidsei ingår i släktet järnekar, och familjen järneksväxter. Inga underarter finns listade i Catalogue of Life.